# Wilhelm Busch
Wilhelm Busch (Wiedensahl, 15 aprile 1832 – Mechtshausen, 9 gennaio 1908) è stato un umorista, pittore e poeta tedesco.

## Biografia

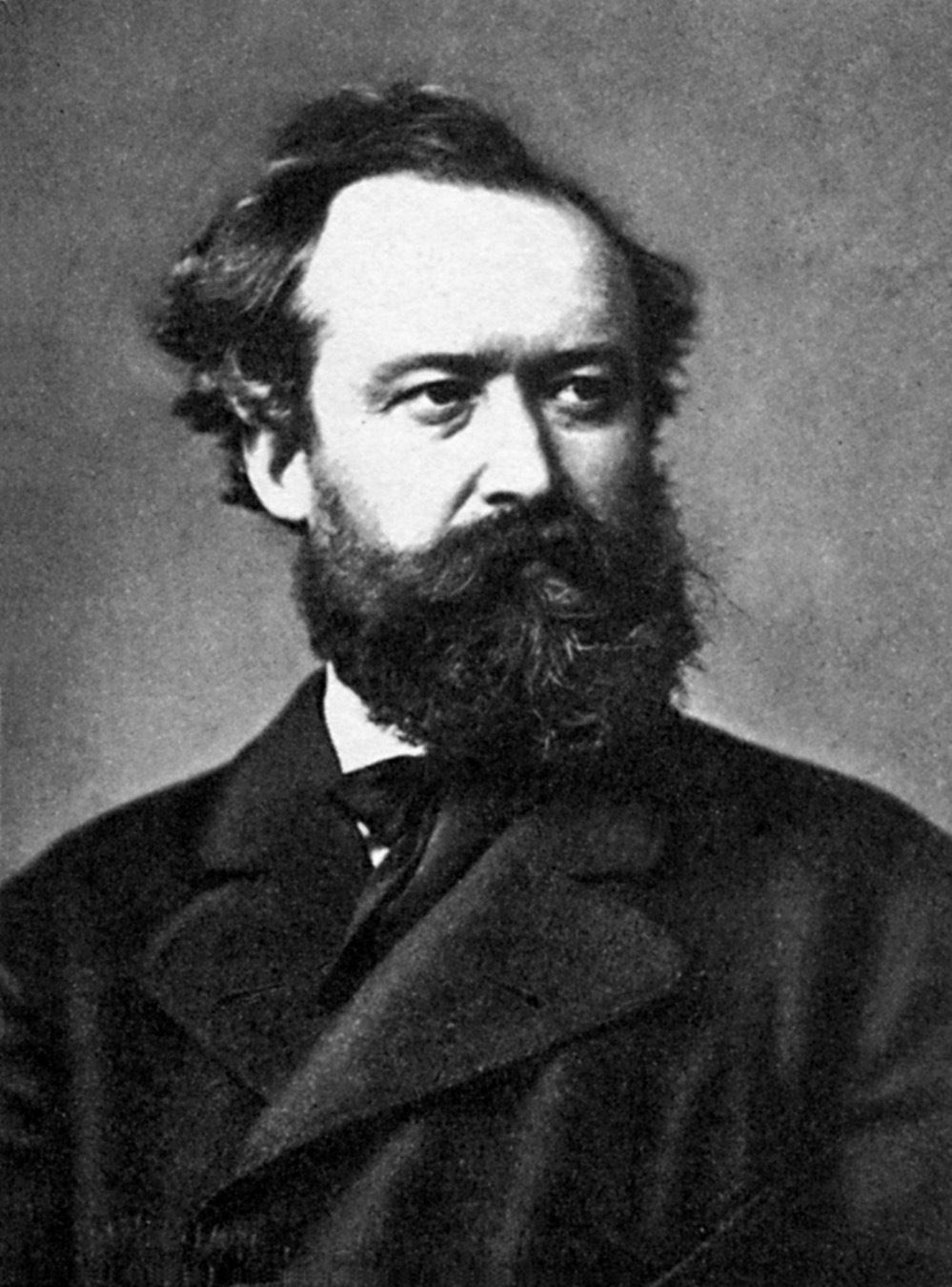
Wilhelm Busch, 1878

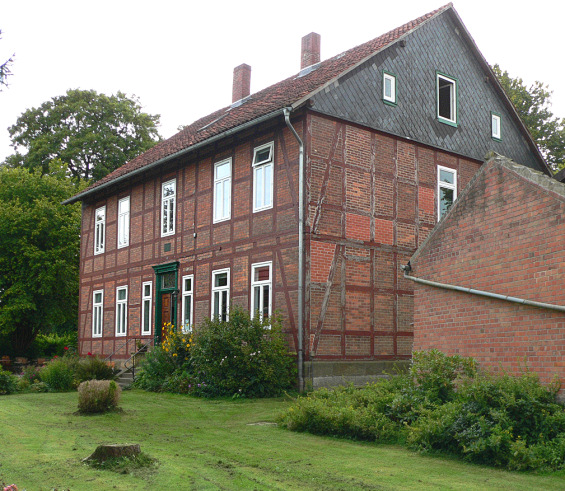
La casa di Wilhelm Busch, oggi adibita a museo

Nato come Heinrich Christian Wilhelm Busch a Wiedensahl (presso Stadthagen, in Bassa Sassonia), fu il maggiore di sette fratelli. Date le modeste condizioni economiche della famiglia e alla carenza di spazio nella casa dei genitori, fu affidato nel 1841 all'età di soli nove anni alle cure di suo zio Georg Kleine, sacerdote ad Ebergötzen presso Gottinga. Solo tre anni dopo rivide i genitori, mentre nel frattempo lo zio gli impartì lezioni private assieme ad Erich Bachmann, il figlio del mugnaio del paese che sarebbe diventato il miglior amico di Busch per tutta la vita. Da questo periodo dell'infanzia, se non addirittura dalle proprie scorribande con Erich, Busch prese ispirazione per la caratterizzazione dei suoi personaggi Max e Moritz e per la stesura delle relative storie. Nell'autunno del 1846 la famiglia Kleine si trasferì a Lüthorst, portando con sé il giovane Wilhelm.
Nel corso dello stesso anno, all'età di 15 anni, Busch iniziò per desiderio del padre gli studi in ingegneria meccanica presso il politecnico di Hannover, ma nel 1851 interruppe lo studio perché interessato alla pittura. Si iscrisse così all'accademia di belle arti di Düsseldorf, poi ad Anversa ed infine a Monaco di Baviera.
Nel 1854 Busch aderì al circolo artistico Jung München (Giovane Monaco), pur serbando piani di iniziare una nuova vita in Brasile per fare l'apicoltore, mestiere appreso da suo zio. Dal 1858, anno della morte di sua sorella Anna, si occupò intensivamente di anatomia, disegno, pittura e studi di nudi. Per pochi soldi dell'epoca Busch vendette i diritti di pubblicazione di Max e Moritz al suo editore Kaspar Braun, che guadagnò una fortuna. Solo in età avanzata l'autore ottenne una ricompensa di 20.000 Goldmark, che devolse in beneficenza.
Nel 1864 ultimò Der Heilige Antonius von Padua ("Sant'Antonio da Padova"), che venne però proibito e pubblicato solo sei anni dopo. In quest'opera, così come in altre, Busch espose la sua bonaria critica alla bigotteria clericale e alla teologia, in un periodo in cui tuttavia visse in una canonica evangelica. Quattro anni più tardi si trasferì a Francoforte sul Meno da suo fratello Otto, che lo introdusse all'opera di Schopenhauer; nella stessa città Busch conobbe anche Johanna Keßler, che fu da quel momento una sua carissima amica.
All'età di quarant'anni, nel 1872, fece ritorno nel suo paese natale, dal quale intraprese numerosi viaggi all'estero, in particolare in Italia e nei Paesi Bassi. Fino al 1884 pubblicò alcune delle sue storie più famose, come Fipps der Affe ("Fipps la scimmia"), Die fromme Helene ("La pia Elena") e Plisch und Plum ("Plisch e Plum"). In quest'ultima, pubblicata nel 1882 e illustrante le avventure di due cagnetti, manifestò spiccati atteggiamenti antisemiti focalizzati nella figura dell'ebreo Schmulchen ("Samuelaccio") Schievelbeiner, usuraio di paese che i cagnetti azzannano tra le risa della folla.
Nel 1898 Busch si trasferì nella parrocchia di Mechtshausen (oggi parte di Seesen, nel Harz) presso suo nipote, il pastore Otto Nöldecke. Prima della sua morte, ivi avvenuta nel 1908 per un collasso cardiaco, Busch fece distruggere l'intera sua corrispondenza personale.
Alla sua memoria ed alla sua opera è dedicato il museo posto nel Georgengarten della città tedesca di Hannover.